# کاهگان سفلی
{{جعبه اطلاعات روستای ایران
|نام‌رسمی=کاهگان سفلی
|روی‌نقشه= 
|عرض‌جغرافیایی=
|طول‌جغرافیایی=
|تصویر= 
|اندازه‌تصویر= 
|برچسب‌تصویر= 
|استان=چهار محال وبختیاری
|شهرستان=کوهرنگ
|بخش= [[بخش غربی
```
شهرستان کوهرنگ|بخش غربی]]
```

|دهستان=پشتکوه موگوئی
|نام‌محلی=
|نام‌های‌دیگر=اسلام آباد
|نام‌های‌قدیمی=
|سال‌بنیاد= 
|جمعیت=۱۱۲۳نفر
|رشدجمعیت=
|تراکم‌جمعیت=
|زبان=چهار لنگ بختیاری
|مذهب=سادات شیعه
|مساحت=
|ارتفاع= 
|میانگین‌دما=معتدل
|میانگین‌بارش‌سالانه=
|شمارروزهای‌یخبندان=۸ ماه از سال
|کد آماری    ۴۰۴۷۸۷
|ره‌آورد=
|پیش‌شماره=
|وب‌گاه=
|جمله‌خوشامد=پاتون سر تیم
|پانویس=پا تون سر تیم

## جمعیت
این روستا در دهستان پشتکوه موگوئی قرار دارد و براساس سرشماری مرکز آمار ایران در سال ۱۳۸۵، جمعیت آن ۱۳۶ نفر (۲۷خانوار) بوده‌است.